# كارل مونيش
كارل مونيش (مواليد 27 أغسطس 1848) هو مبارز بالسيف نمساوي، مثّل بلاده في الألعاب الأولمبية الصيفية 1912.

## روابط رياضية
كارل مونيش على موقع أوليمبيديا (الإنجليزية)